# 王诗恒
王诗恒（1916年—？），女，江苏吴县人，中国内科学家，曾任北京协和医院主任医师、教授，第四、五、六、七届全国政协委员。